# سمر سلام (2020)
سمر سلام 2020 هو عرض مصارعة محترفة من فئة الدفع مقابل المشاهدة وهو العرض الثالث والثلاثين من سلسلة عروض السمر سلام. تم عرضه في 23 أغسطس 2020 وهو العرض الأول من عروض سمر سلام بلا جمهور بسبب جائحة كوفيد-19.